# Marina Raskova
Marina Mihajlovna Raskova (z vzdevkom Katja, rusko Мари́на Миха́йловна Раско́ва), sovjetska častnica, vojaška pilotinja, letalski as in herojinja Sovjetske zveze, * 28. marec 1912, Moskva, † 4. januar 1943, blizu Saratova.

## Življenje
Med drugo svetovno vojno je ustanovila prvi ženski letalski polk.